# 圣达尔马佐镇
圣达尔马佐镇（義大利語：Borgo San Dalmazzo）是意大利库内奥省的一个市镇。总面积22平方公里，人口12393人，人口密度563.3人/平方公里（2009年）。ISTAT代码为004025。

## 友好城市
- 法國鲁瓦亚河畔布雷伊
- 拉維加
- 法國瓦尔德布洛尔